# フルーツ牛乳

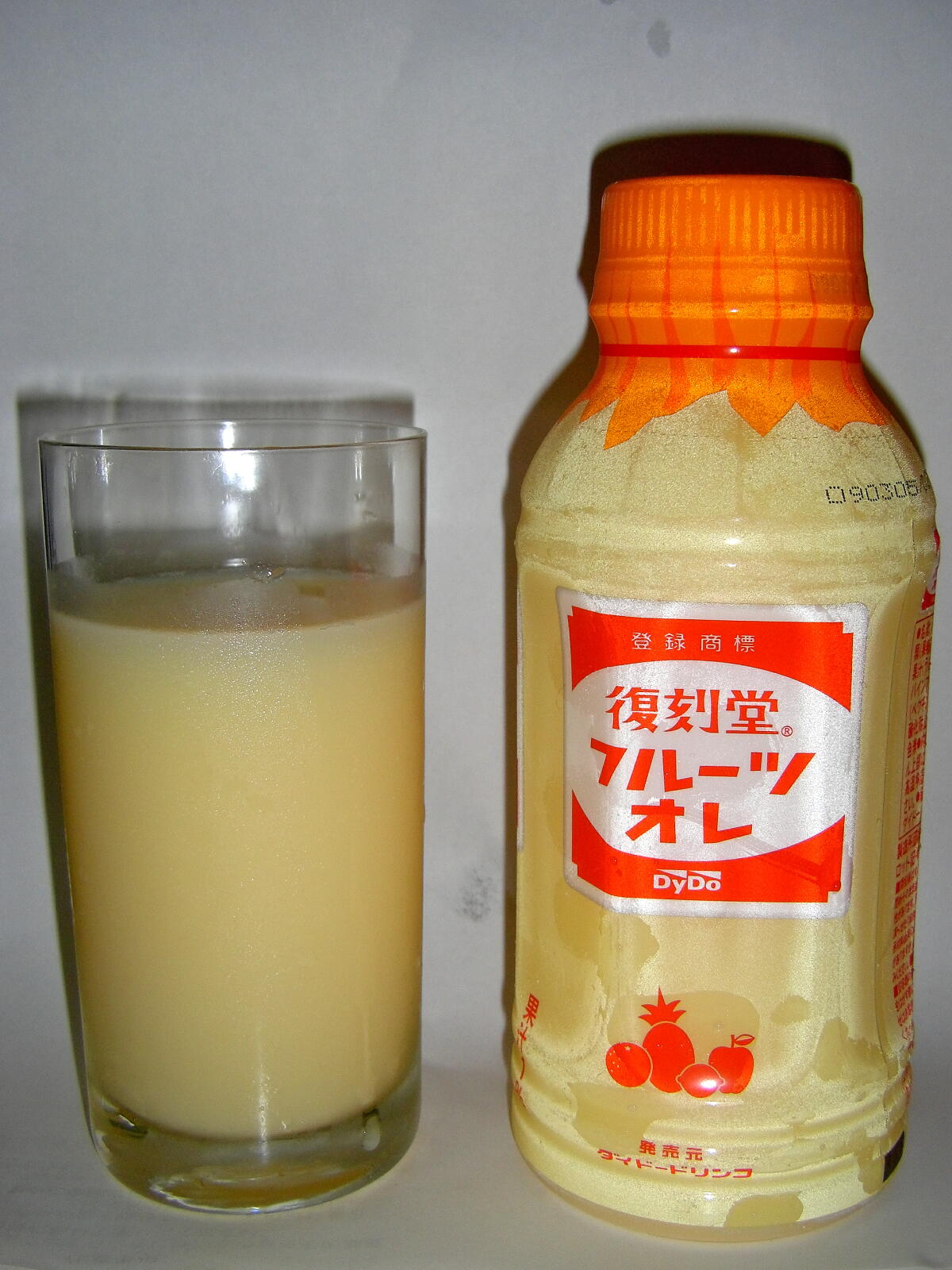
フルーツ牛乳の例：ダイドードリンコ・復刻堂フルーツオレ

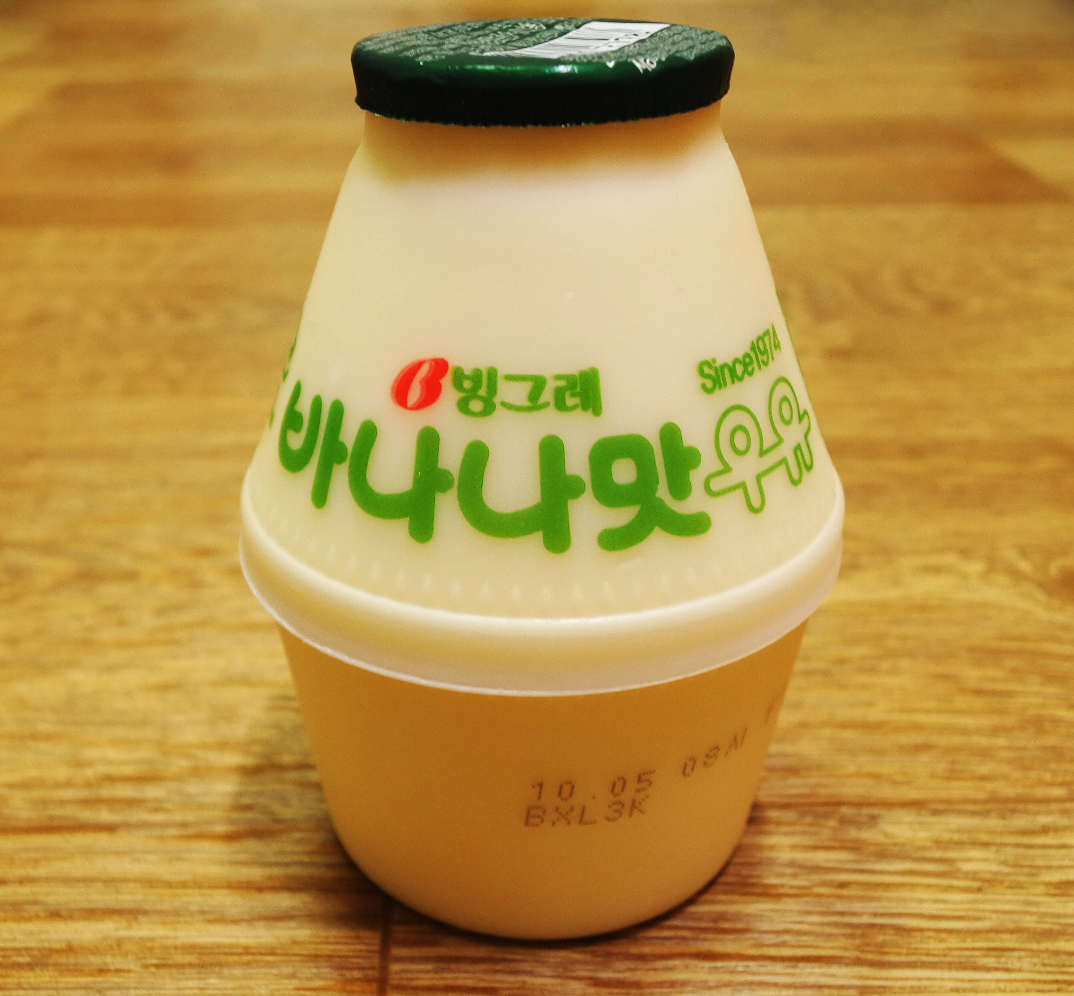
フルーツ牛乳の例：ピングレ社・バナナ味牛乳

フルーツ牛乳（フルーツぎゅうにゅう）は、乳飲料の一種。

## 概要
イチゴやバナナなどの果物に牛乳を加え、荒く攪拌したものから、風味付けと着色をメインとするものまで様々なものがある。ミルクスタンドや銭湯などで見かけることが出来る。

## 歴史
日本では以前、牛乳に香料や着色料を添加したものを「フルーツ牛乳」、「イチゴ牛乳」などの名前で製造、販売が行われていたが、1960年代には品質が玉石混交状態となった。
このことから1968年（昭和43年）、牛乳業界は自主規制に乗り出すこととなり、消費者団体から意見を聞きながら牛乳表示の公正競争規約を策定。フルーツ牛乳（他にコーヒー牛乳なども含む）と呼べるのは乳脂肪分3%以上、無脂乳固形分8%以上を含むものとした。また人工甘味料や着色料、香料を使用している場合には表示することとした。
しかし、2000年（平成12年）に雪印集団食中毒事件が発生してから、飲用乳の表示に関する公正競争規約（認定2001年7月10日　2001年公正取引委員会告示第17号）により、生乳100%でなければ「牛乳」と表示してはならないことになった。そのため、これらの飲料は「フルーツ入り乳飲料」となり、一部商品については「牛乳」ではなく、「フルーツオレ」や「フルーツミルク」、「イチゴラテ」といった表示に切り替わった。
2000年代以降、銭湯など入浴施設の減少にともなう需要の低下により売上が落ち込んだため、長らく製造販売を続けていた明治が2019年3月に、小岩井乳業が2020年10月を以て市場から撤退することを表明している。
残る1社の雪印メグミルクや、地域ローカルのメーカーは生産を継続するという。

## 種類
- フルーツ牛乳
バナナ、マンゴー、みかん、パイナップルなどの混合。
- イチゴ牛乳
- メロン牛乳
- リンゴ牛乳
西日本を中心に製造されていたが、次第に製造メーカーが減り、オーム乳業（福岡県）のオームリンゴが2012年に製造終了となり、日本国内での製造は無くなった。なお、オーム乳業では2022年、2023年に限定復刻版を販売している。

### バナナ牛乳
2000年代後半から、韓国、中国でバナナ牛乳が流通している。中国国内では、自国内産のほか韓国産、オーストラリア産、ベルギー産が流通している。

## 関連項目

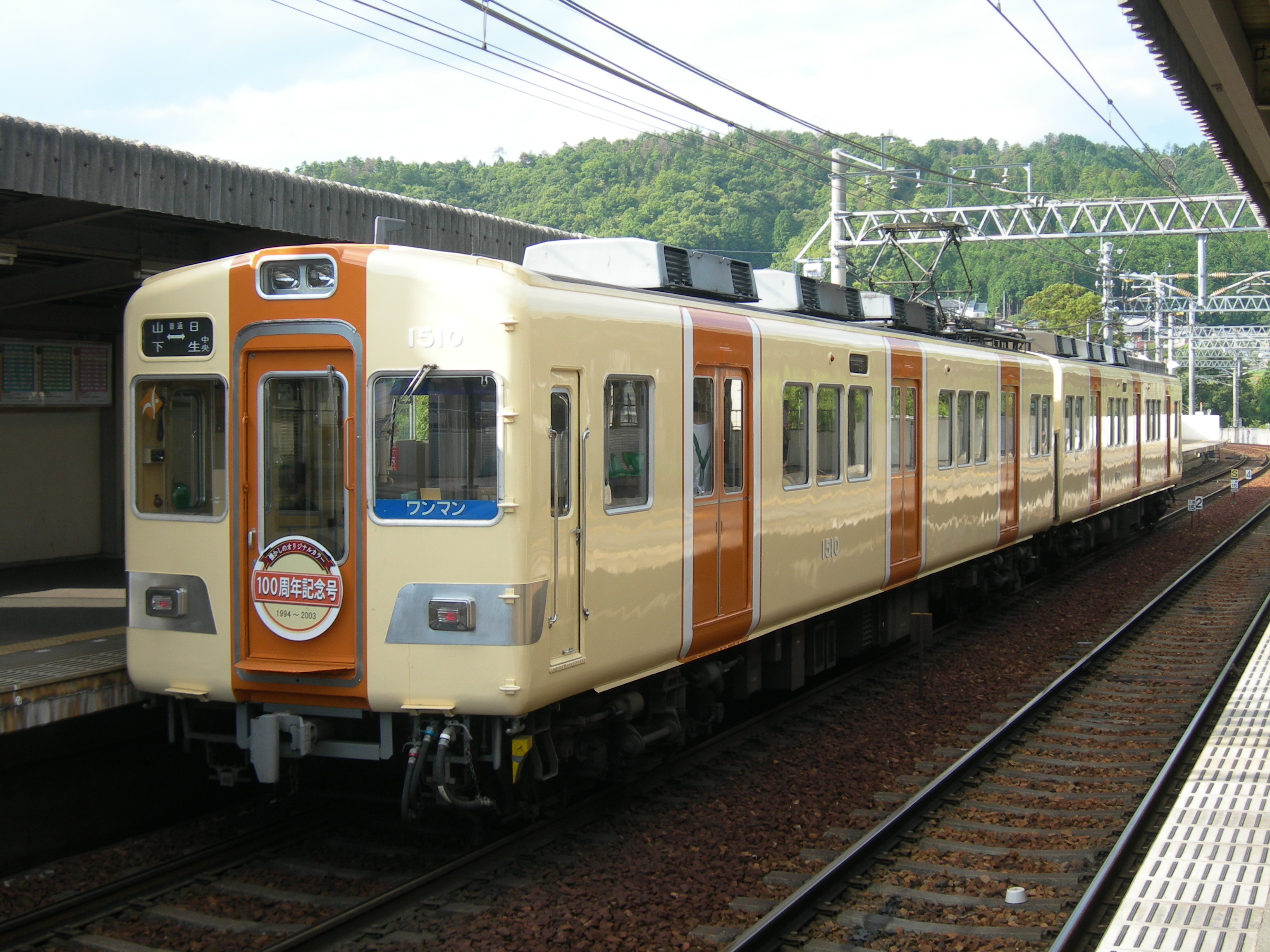
「フルーツ牛乳」と通称されていた能勢電鉄の旧オリジナル塗色